# Raveniola pallens
Espèce
Raveniola pallens est une espèce d'araignées mygalomorphes de la famille des Nemesiidae.

## Distribution
Cette espèce est endémique d'Ouzbékistan. Elle se rencontre dans les monts Zeravchan et Turkestan.

## Description
Le mâle holotype mesure 9,05 mm et la femelle paratype 13,20 mm.

## Systématique et taxinomie
Cette espèce a été décrite par Zonstein en 2024.

## Publication originale
- Zonstein, 2024 : « A revision of the spider genus Raveniola (Araneae, Nemesiidae). II. Species from Central Asia. » European Journal of Taxonomy, vol. 967, p. 1-185 (texte intégral).